# ラブストーリー (back numberのアルバム)
『ラブストーリー』は、back numberの4枚目、メジャーでは3枚目のアルバム。

## 内容

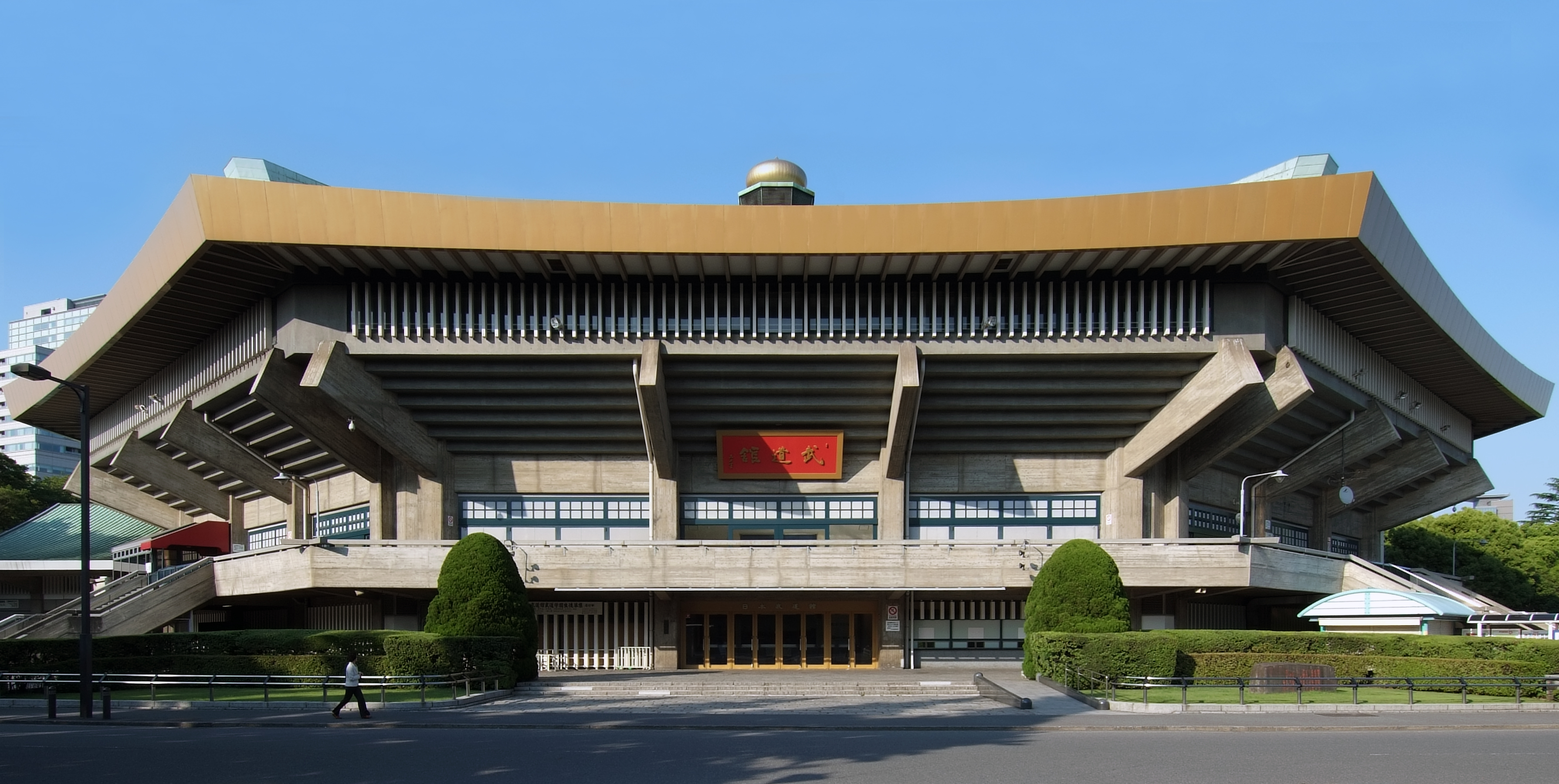
会場の日本武道館（初回盤A収録）

- 3rdアルバム『blues』から約1年4ヶ月ぶりのリリース。
- 初回盤Aは、日本武道館で行われた「back number live at 日本武道館 -stay with us-」の模様を全曲収録したDVD付。
- 初回盤Bは、「高嶺の花子さん」「fish」「繋いだ手から」のMVに加え、「sympathy」「風の強い日」のストリングス、ピアノを加えた特別編成でのスタジオパフォーマンス映像を収録したDVD付。
- オリコン週間アルバムチャートでは自身最高となる2位を記録。また、発売から約4か月後の2014年8月にゴールドディスク（売上10万枚以上）に認定された。
- 初回限定盤Aは、2015年7月に復刻予約限定販売された。

## 収録内容

### 通常盤
| 全作詞・作曲: 清水依与吏。 |                          |            |            |                          |                                  |      |
| #                          | タイトル                 | 作詞       | 作曲・編曲 | 編曲                     |                                  | 時間 |
| 1.                         | 「聖者の行進」           | 清水依与吏 | 清水依与吏 | back number              | ストリングスアレンジ: 新屋豊     | 3:46 |
| 2.                         | 「繋いだ手から」         | 清水依与吏 | 清水依与吏 | back number & 蔦谷好位置 |                                  | 4:44 |
| 3.                         | 「003」                  | 清水依与吏 | 清水依与吏 | back number              |                                  | 3:31 |
| 4.                         | 「fish」                 | 清水依与吏 | 清水依与吏 | back number & 島田昌典   |                                  | 5:25 |
| 5.                         | 「光の街」               | 清水依与吏 | 清水依与吏 | back number              |                                  | 4:32 |
| 6.                         | 「高嶺の花子さん」       | 清水依与吏 | 清水依与吏 | back number & 蔦谷好位置 | ストリングスアレンジ: 蔦谷好位置 | 4:54 |
| 7.                         | 「MOTTO」                | 清水依与吏 | 清水依与吏 | back number              |                                  | 3:04 |
| 8.                         | 「君がドアを閉めた後」   | 清水依与吏 | 清水依与吏 | back number              |                                  | 3:58 |
| 9.                         | 「こわいはなし」         | 清水依与吏 | 清水依与吏 | back number              |                                  | 3:56 |
| 10.                        | 「ネタンデルタール人」   | 清水依与吏 | 清水依与吏 | back number              |                                  | 3:56 |
| 11.                        | 「頬を濡らす雨のように」 | 清水依与吏 | 清水依与吏 | back number              |                                  | 4:27 |
| 12.                        | 「世田谷ラブストーリー」 | 清水依与吏 | 清水依与吏 | back number              |                                  | 4:38 |
| 合計時間:                  | 合計時間:                | 合計時間:  | 合計時間:  | 50:51                    |                                  |      |

### 初回限定盤A
| #   | タイトル                         | 作詞 | 作曲・編曲 |
| --- | -------------------------------- | ---- | ---------- |
| 1.  | 「半透明人間」                   |      |            |
| 2.  | 「こぼれ落ちて」                 |      |            |
| 3.  | 「そのドレスちょっと待った」     |      |            |
| 4.  | 「日曜日」                       |      |            |
| 5.  | 「わたがし」                     |      |            |
| 6.  | 「思い出せなくなるその日まで」   |      |            |
| 7.  | 「春を歌にして」                 |      |            |
| 8.  | 「はなびら」                     |      |            |
| 9.  | 「bird's sorrow」                |      |            |
| 10. | 「平日のブルース」               |      |            |
| 11. | 「高嶺の花子さん」               |      |            |
| 12. | 「恋」                           |      |            |
| 13. | 「幸せ」                         |      |            |
| 14. | 「風の強い日」                   |      |            |
| 15. | 「stay with me」                 |      |            |
| 16. | 「重なり」                       |      |            |
| 17. | 「青い春」                       |      |            |
| 18. | 「スーパースターになったら」     |      |            |
| 19. | 「リッツパーティー」(アンコール) |      |            |
| 20. | 「ささえる人の歌」(アンコール)   |      |            |
| 21. | 「花束」(アンコール)             |      |            |
| 22. | 「海岸通り」(アンコール)         |      |            |
| 23. | 「メイキング特典映像」           |      |            |

### 初回限定盤B
| #  | タイトル                               | 作詞 | 作曲・編曲 |
| -- | -------------------------------------- | ---- | ---------- |
| 1. | 「高嶺の花子さん」(Music Video)        |      |            |
| 2. | 「fish」(Music Video)                  |      |            |
| 3. | 「繋いだ手から」(Music Video)          |      |            |
| 4. | 「sympathy」(スタジオパフォーマンス)   |      |            |
| 5. | 「風の強い日」(スタジオパフォーマンス) |      |            |

## 楽曲解説
繋いだ手から
- 10thシングル。
- 『JTBプレミアム』CMソング。

003
- 10thシングル『繋いだ手から』収録。

fish
- 9thシングル。

高嶺の花子さん
- 8thシングル。

君がドアを閉めた後
- 8thシングル『高嶺の花子さん』収録。

ネタンデルタール人
- 9thシングル『fish』収録。

世田谷ラブストーリー
- この曲をもとに行定勲監督が短編映画を制作し、YouTubeで公開された。

## 短編映画
短編映画『世田谷ラブストーリー』はback numberの音楽に興味を持っていた行定勲監督がアルバムの中から「世田谷ラブストーリー」を選び詞・メロディーから感じ取ったままイメージを広げ脚本を製作。2015年1月6日にYouTubeの「UNIVERSAL MUSIC JAPAN」チャンネルで公開された。アルバム「シャンデリア」初回盤Bの付属DVDに収録にされている。
- 監督：行定勲
- 脚本：行定勲、堀泉杏
- 音楽：めいなCo.
- 出演：清野菜名（主演）、浅香航大（主演）、安井順平、有元由妃乃、ぎぃ子、湯舟すぴか
- 主題歌：「世田谷ラブストーリー」
- 挿入歌：「高嶺の花子さん」[1]